# Міжнародні відносини Польщі

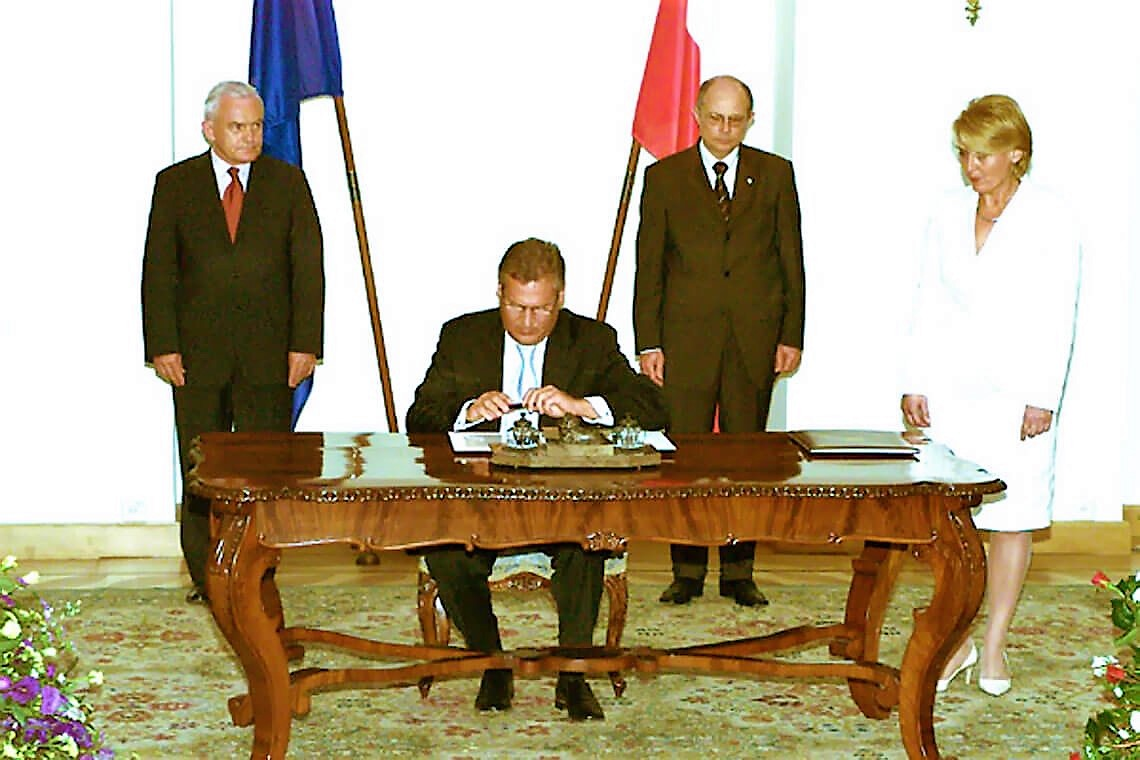
Підписання президентом Олександром Квасьнєвським договору про вступ Польщі до Європейського Союзу.

Республіка Польща — держава в Центральній Європі, що є членом Європейського союзу і НАТО. За останні роки Польща значно розширила свою роль і зміцнила позиції у відносинах з країнами Європи і Заходу, підтримуючи і встановлюючи дружні відносини, як з Західним світом, так і з іншими європейськими державами.

## Євроатлантична інтеграція
В останні час Польща глибоко просунулася вперед на шляху економічної реінтеграції з Заходом. Польща була активним поборником європейської інтеграції.
У 1994 р Польща домоглася статусу асоційованого члена Європейського союзу (ЄС) і його оборонної підструктури Західноєвропейського союзу. У 1996 р Польща отримала статус повноправного члена Організації економічного співробітництва та розвитку (OECD) і надала попередню документацію на повне членство в ЄС. У 1997 р на липневому саміті НАТО в Мадрид е в рамках першої хвилі політики розширення Польща була запрошена до вступу в Північноатлантичний союз. 12 березня 1999 року Польща офіційно стала повноправним членом НАТО. Республіка просувала свою кандидатуру шляхом участі в програмі «Партнерство заради миру» і за допомогою інтенсивного індивідуального діалогу з НАТО. У травні 2004 р Польща разом з іншими членами Вишеградської групи була прийнята в Європейський союз.
Спецпідрозділ Війська Польського «ГРІМ» (пол. Wojskowa Formacja Specjalna GROM) брало участь у вторгненні коаліційних сил в березні-квітні 2003 року в Ірак. Сюди було направлено 2,9 тис. Польських військовослужбовців, п'ятий за чисельністю контингент у складі коаліції. У 2008 р Польща вивела свої війська з Іраку.

## Встановлення відносин з країнами Європи
Події 1989 р повністю змінили карту Центральної Європи, і Польщі довелося встановлювати відносини з сімома новими сусідами. Польща досягла хороших взаємин з усіма своїми партнерами, підписавши угоди про дружбу і співробітництво, які замінили зв'язку, розірвані з крахом Варшавського договору. Були встановлені особливі відносини з Литвою і особливо Україна з прагненням зблизити ці країни з Західом.
Внаслідок свого трагічного історичного досвіду з постійними прикладами невірних союзників і одночасної агресії більш могутніх сусідів (наприклад, Розділи Польщі, Друга світова війна), польська зовнішня політика слід курсу тісної співпраці з сильним партнером, здатним надати достатньо сильну військову підтримку під час критичних ситуацій. Це створює передумови близьких відносин Польщі з Сполученими Штатами і їх надчутливість у відносинах з головним партнером в Євросоюзі, Німеччиною. У той же час, однаково насторожене ставлення до Росії має результатом дуже напружені дипломатичні відносини, які постійно погіршувалися з часу приходу до влади Володимира Путіна. Це є важливим фактором особливої уваги, яку Польща приділяє політичної переорієнтації всіх своїх східних сусідів.